# 伊號第十三潛艦
伊号第一三潜水艦（日语：いごうだい13せんすいかん）是大日本帝国海軍伊一三型潜水艇的一号艦。

## 舰历
- 1943年2月4日：川崎重工業川崎造船廠（日语：川崎造船所）开工
  - 11月30日：下水。
- 1944年12月16日：竣工，大橋勝夫大佐就任舰长，入吴鎮守府籍，编入第六艦隊所属，自神户前往吴港。之后在吴港从事搭乗員的訓練工作。
- 1945年5月28、29日：于鎮海入港，做燃料補給。
  - 7月4日：在大湊（日语：大湊 (むつ市)）（現屬陸奧市）搭載2機彩雲艦上偵察機
  - 7月11日：从大湊出港驶向楚克島。未进行预定的晴嵐攻擊機搭载任務，执行前往楚克的运输作战。出港後，自马里亚纳東方海面南下。
  - 7月16日：根据美军記錄，遭到美军護衛航空母舰USS Anzio (CVE-57)（英语：USS Anzio (CVE-57)）的艦載機以及美护卫驱逐舰USS Lawrence C. Taylor (DE-415)（英语：USS Lawrence C. Taylor (DE-415)）的攻击，沉没于小笠原北東方向北緯34度28分、東經150度55分（据美軍記錄）的海中。
  - 8月1日：在原定7月20日进入楚克港但当日仍未到达的情况下确定丧失。
  - 9月15日：除籍。自艦長以下140名战死。

## 歴代艦長

### 艤装員長
1. 大橋勝夫中佐（1944年9月10日－）

### 艦長
1. 大橋勝夫中佐（1944年12月16日－1945年7月16日陣亡）